# ميتال غير رايزنج: ريفنجنس
ميتال غير رايزنج: ريفنجنس (بالإنجليزية: Metal Gear Rising: Revengeance)‏ هي لعبة فيديو من نوع أكشن وتقطيع وذبح من تطوير بلاتينيوم جيمز وإنتاج كوجيما برودكشنز، للمنصات الإكس بوكس 360 والبلاي ستيشن 3. وهي جزء فرع من سلسلة ميتال غير، تقع أحداث اللعبة بعد أربعة سنوات من أحداث ميتال غير سوليد 4: غنز أوف ذا بتريوتس، تركز القصة على النينجا السايبورغ رايدن في صراعاً ضد شركة دسبيرادو المتورطة في أعمال أرهابية والتي أعلنت نفسها شركة عسكرية خاصة (PMC). تم صدورها عالمياً في 19 فبراير 2013.
في الأصل تم الأعلان عن اللعبة في 2009 تحت اسم ميتال غير سوليد: رايزنج، وكان من المفترض أن تحصل أحداثها بين ميتال غير سوليد 2: سنز أوف لبرتي وميتال غير سوليد 4: غنز أوف ذا بتريوتس. بعد وقت قصير من التطوير واجه كوجيما برودكشنز صعوبات في تطوير لعبة تستطيع فيها تقطيع أي شيء، لذلك مخرج السلسلة هيدوكوجيماقام بالغاء اللعبة بالسر. على أي حال، تم إيجاد حل عندما تم الأعلان في أواخر 2011 بأن بلاتينيوم جيمز سيرث تطوير اللعبة. مع أشراف الفريق الجديد تم الكشف عن ميتال غير رايزنج: ريفنجنس، مع تغير جذري في طريقة اللعب. تم تغير إعدادت اللعبة لإعطاء بلاتينيوم جيمز حرية إبداعية في صناعة اللعبة. مع ذلك، طاقم كوجيما برودكشنز هو المسؤول عن قصة اللعبة برمتها وعن تصميم رايدن.

## روابط خارجية
- ميتال غير رايزنج: ريفنجنس على موقع IMDb (الإنجليزية)